# Olivier Boivin
Olivier Boivin (n. 6 iunie 1965, Saint-Brieuc, Bretagne, Franța) este un canoist ce a reprezentat Franța, medaliat olimpic. A participat la o ediție a Jocurilor Olimpice (1992) în care a câștigat o medalie de bronz.

## Participări
Lista de mai jos prezintă principalele competiții la care a participat Olivier Boivin de-a lungul carierei.
- canoeing at the 1992 Summer Olympics – men's C-2 1000 metres[*]